# Gas volcánico

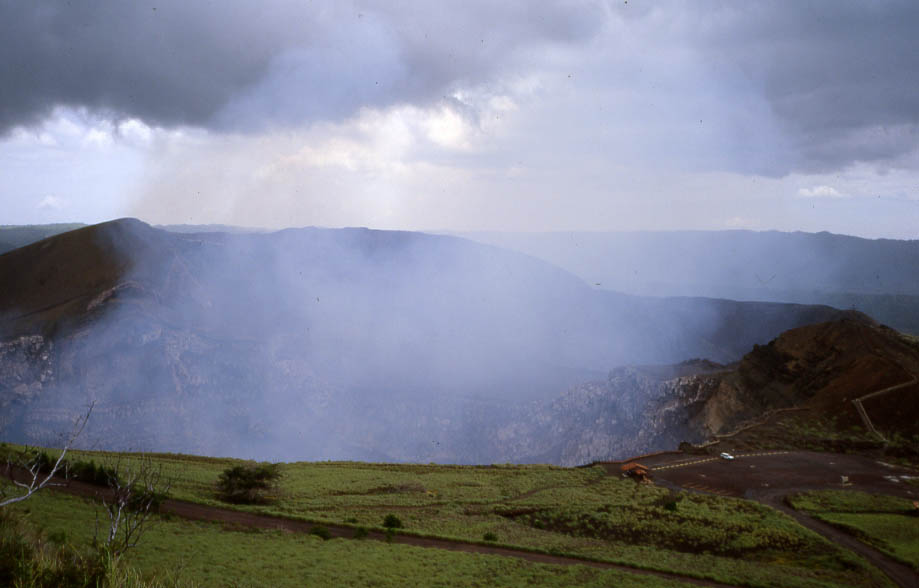
Emanaciones de gases del volcán Masaya en Nicaragua

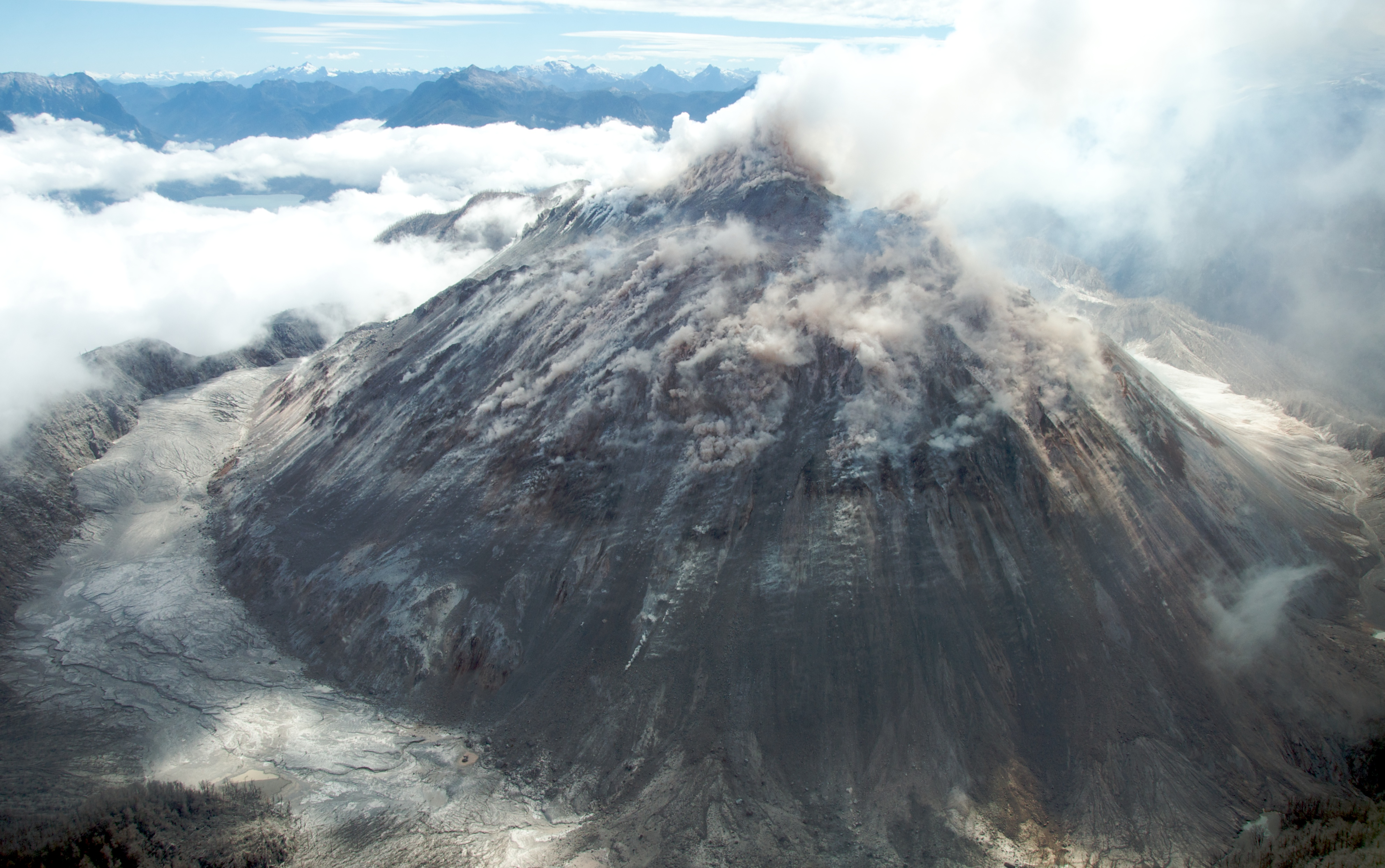
El domo de lava del volcán Chaitén en Chile emitiendo gases a la atmósfera en 2009.

Los gases volcánicos son dichos gases emanados por un volcán y constituyen la mayor parte del volumen de las erupciones volcánicas. El vapor de agua es el gas volcánico más común constituyendo normalmente más del 60% de las emisiones. El vapor de agua emanado por los volcanes corresponde generalmente a agua de origen meteórico pero en algunos casos el agua de origen magmático puede constituir más del 50% del vapor emitido por un volcán. Otro gas abundante es el dióxido de carbono que suele comprender de 10 a 40% de las emisiones. Otros gases volcánicos son el sulfuro, halógenos y helio.